# مهايع
مهايع قرية سعودية، تتبع محافظة الكامل في منطقة مكة المكرمة. تقع شمال مكة المكرمة بمسافة تقارب (160) كم. وتبعد عن محافظة الكامل 10كم.

## التاريخ
مهايع وهي قرية كبيرة غناء وبها منبر ووالي سايه من قبل صاحب المدينة، فيها نخل ومزارع وموز ورمان وعنب وأصلها لولد علي بن أبي طالب رضي الله عنه وفيها من أفناء الناس وتجار من كل بلد.